# Strandibalonius esakii
Strandibalonius esakii is een hooiwagen uit de familie Podoctidae. De originele naamcombinatie (protoniem) is Metibalonius esakii Suzuki, 1941. Een volgende naamrecombinatie werd gepubliceerd als Strandibalonius esakii (Suzuki, 1941) in Kury et al. 2020.